# Emil Mayer (Fotograf)

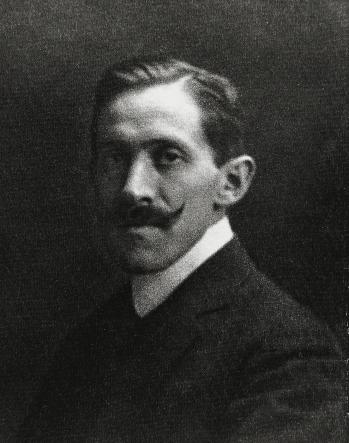
Emil Mayer

Emil Mayer (* 5. Oktober 1871 in Neubydzow, Böhmen; † 8. Juni 1938 in Wien) war ein österreichischer Jurist und Fotograf.

## Leben

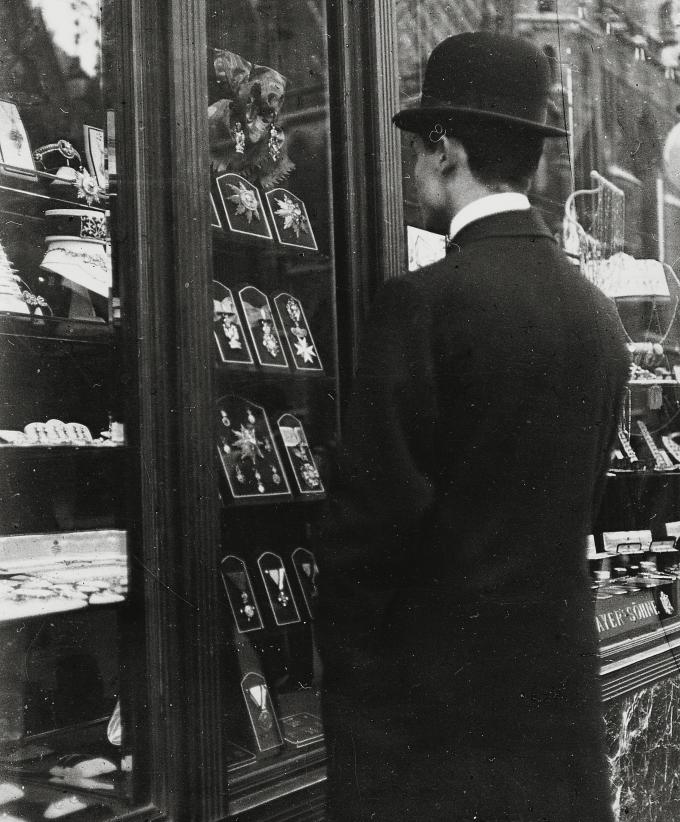
Fotografie von Emil Mayer

Von 1891 bis 1896 studierte Mayer Jura an der Universität Wien. Dort wurde er 1896 zum Dr. jur. promoviert. Noch während des Studiums trat er 1894 aus der Israelitischen Kultusgemeinde aus und konvertierte zum Katholizismus. Nach seinem Studium ließ er sich in Wien als Anwalt nieder.
Zunächst als Amateur war er in mehreren Wiener Photographenvereinen tätig, die sich der künstlerischen Photographie verschrieben hatten. Mayer verfasste auch ein Lehrbuch zum Bromöldruck und meldete zu diesem Verfahren auch mehrere Patente an. Er war Ehrenmitglied in vielen in- und ausländischen Fotografenklubs. Schließlich gab er die Anwaltskanzlei auf und widmete sich als Gründer des Unternehmens Drem-Zentrale auch beruflich der Fotografietechnik.
Seine künstlerische Produktion ist von unbemerkt fotografierten, dokumentarischen Bildern von Wiener Straßenbildern und „Typen“ geprägt.
Um der rassistischen Verfolgung durch das nationalsozialistische Regime nach dem Anschluss Österreichs im März 1938 zu entgehen, setzten er und seine Ehefrau am 8. Juni 1938 ihrem Leben ein Ende.

## Schriften
- Bromöldruck und -Umdruck. (Enzyklopädie der Photographie; 81). 10. und 11. ergänzte Auflage. Knapp, Halle (Saale) 1927 (Digitalisat)